# Björn Bergmann Sigurðarson

Björn Bergmann Sigurðarson (født 26. februar 1991 i Akranes) er en islandsk fodboldspiller, der spiller for den russiske klub FC Rostov. 
Han har tidligere spillet for engelske Wolverhampton Wanderers FC, og var fra Wolverhsmpton i forårssæsonen udlejet til den danske superligaklub F.C. København i forårssæsonen 2015.
Han har tidligere spillet i IA Akranes og norske Lillestrøm før skiftet til Wolverhampton. Han blev herfra udlejet til norske Molde FK på en lejeaftale og senere til F.C. København. Han spillede 14 Alka Superliga-kampe og 3 kampe pokalkampe, og han var bl.a. med til at vinde DBU Pokalen ved at slå FC Vestsjælland 3-2 i finalen 14. maj.
Ved lejemålets ophør udtalte manager Ståle Solbakken:
-  Omkring Björn, så har har han i nogle kampe vist, at han kan spille med på hvilket som helst niveau, ikke mindst på det seneste, hvor han var en afgørende faktor for, at vi vandt pokaltitlen blandt andet. Desværre har han haft problemer med sin ryg, og da han nu står foran en operation, så har vi valgt ikke at udnytte vores købsoption. Vi vil dog holde øje med hans genoptræning og følge hans karriere i fremtiden, især fordi han kun har et år tilbage af sin kontrakt med Wolverhampton.
Björn Bergmann Sigurðarson har spillet en række A-landskampe for Island, hvor han debuterede i en hjemmekamp mod Cypern den 6. september 2011, hvor han blev skiftet ind i det 84. spilleminut. Sigurðarson har også fire U21-landskampe og tre mål. Han deltog ved VM 2018 i Rusland.

## Eksterne links
- Profil på Uefa.com